# Mordy (gromada)
Mordy – dawna gromada, czyli najmniejsza jednostka podziału terytorialnego Polskiej Rzeczypospolitej Ludowej w latach 1954–1972.
Gromady, z gromadzkimi radami narodowymi (GRN) jako organami władzy najniższego stopnia na wsi, funkcjonowały od reformy reorganizującej administrację wiejską przeprowadzonej jesienią 1954 do momentu ich zniesienia z dniem 1 stycznia 1973, tym samym wypierając organizację gminną w latach 1954–1972.
Gromadę Mordy z siedzibą GRN w mieście Mordy (nie wchodzącym w jej skład) utworzono – jako jedną z 8759 gromad – w powiecie siedleckim w woj. warszawskim, na mocy uchwały nr VI/10/18/54 WRN w Warszawie z dnia 5 października 1954. W skład jednostki weszły obszary dotychczasowych gromad Głuchów, Klimonty, Mordy były majątek, Pieńki Wyczólskie(), Stok Ruski i Wyczółki() ze zniesionej gminy Stok Ruski oraz południowa część miasta Mordy (o obszarze 660 ha, której granica przebiega na północ od kol. Mordy od drogi idącej do Stoku Ruskiego na wysokości pierwszych budynków w odległości 970 m do brzegu strumyka, dalsza granica biegnie w kierunku północno-zachodnim na długości 1.200 m z załamaniem się na południe linią łamaną, a następnie na zachód do gruntów wsi Stok Ruski) w tymże powiecie. Dla gromady ustalono 16 członków gromadzkiej rady narodowej.
31 grudnia 1961 do gromady Mordy włączono obszar zniesionej gromady Czołomyje w tymże powiecie.
1 stycznia 1969 z gromady Mordy wyłączono część wsi Klimonty o powierzchni 46 ha, włączając ją do miasta Mordy; do gromady Mordy włączono natomiast tereny rolne o powierzchni 1.363 ha i tereny leśne pod nazwą Las Barbaryński o powierzchni 393 ha z miasta Mordy oraz wieś Wólka Leśna ze zniesionej gromady Pruszyn w tymże powiecie.
Gromada przetrwała do końca 1972 roku, czyli do kolejnej reformy gminnej. 1 stycznia 1973 w powiecie siedleckim utworzono gminę Mordy (właściwie reaktywowoano, ponieważ – choć terytorialnie inna – jednostka o nazwie gmina Mordy istniała także pod zaborem rosyjskim).